# 情報処理安全確保支援士会
一般社団法人情報処理安全確保支援士会（じょうほうしょりあんぜんかくほしえんしかい、英語: Japan Registered Information Security Specialists’ Association）は、情報処理安全確保支援士で構成する一般社団法人。2019年8月23日に任意団体として発足、2020年4月に一般社団法人として設立。

## 概要
- 所在：東京都中央区日本橋二丁目1-17　丹生ビル2階